# Servidor de nombres público
Un servidor de nombres público (también denominado servidor público de resolución de DNS o DNS público recursivo) es un servicio de servidores de nombres que las computadoras en red pueden usar para realizar consultas a DNS, el sistema de nombres de Internet descentralizado, en lugar de o además de los servidores de nombres operados por el proveedor de servicios de Internet al cual los dispositivos están conectados. Las razones para usar estos servicios incluyen: 
- Velocidad, en comparación con el uso de servicios DNS provistos por el ISP[1]
- Filtrado (seguridad, bloqueo de anuncios, bloqueo de pornografía, etc.)[2]
- Reportes de navegación[3]
- Evitar la censura[4]
- Redundancia (almacenamiento en caché inteligente)[5]
- Acceso a dominios de nivel superior alternativos no oficiales que no se encuentran en la zona raíz del DNS oficial

Los servicios de resolución de DNS públicos a menudo mencionan una mayor privacidad como una ventaja de sus servicios;[cita requerida] los críticos de los servicios públicos de DNS han citado la posibilidad de una recopilación masiva de datos dirigida a los resolutores públicos como un riesgo potencial de usar estos servicios. Varios servicios ahora admiten servicios seguros de transporte de búsqueda de DNS, como DNS mediante HTTPS y DNS mediante TLS . 
Los servicios de resolución de DNS públicos son operados por compañías comerciales que ofrecen su servicio de uso gratuito para el público, o por entusiastas privados para ayudar a difundir nuevas tecnologías y apoyar a comunidades sin fines de lucro.

## Lista de operadores de servicios DNS públicos
| Proveedor              | Nodos                                               | Política de privacidad | DNS sobre UDP/TCP | DNSSEC | DNS mediante TLS | DNS mediante HTTPS | DNSCrypt | Nombres de host                                                          | Direcciones IPv4                          | Direcciones IPv6                                                   | Filtrado                                                          | Notas                                                                  |
| ---------------------- | --------------------------------------------------- | ---------------------- | ----------------- | ------ | ---------------- | ------------------ | -------- | ------------------------------------------------------------------------ | ----------------------------------------- | ------------------------------------------------------------------ | ----------------------------------------------------------------- | ---------------------------------------------------------------------- |
| CleanBrowsing          | 20                                                  | Sí                     | Sí                | Sí     | Sí               | Sí                 | Sí       | —                                                                        | 185.228.168.168 185.228.169.168           | 2a0d:2a00:1:: 2a0d:2a00:2::                                        | Family                                                            | Diseñado para ser usado en dispositivos para niños menores de 13 años. |
| CleanBrowsing          | 20                                                  | Sí                     | Sí                | Sí     | Sí               | Sí                 | Sí       | —                                                                        | 185.228.168.10 185.228.169.11             | 2a0d:2a00:1::1 2a0d:2a00:2::1                                      | Adult                                                             | Diseñado para ser usado en dispositivos para niños menores de 13 años. |
| CleanBrowsing          | 20                                                  | Sí                     | Sí                | Sí     | Sí               | Sí                 | Sí       | —                                                                        | 185.228.168.9 185.228.169.9               | 2a0d:2a00:1::2 2a0d:2a00:2::2                                      | Security                                                          | Diseñado para ser usado en dispositivos para niños menores de 13 años. |
| Cloudflare 1.1.1.1     | 165                                                 | Sí                     | Sí                | Sí     | Sí               | Sí                 | No       | one.one.one.one 1dot1dot1dot1.cloudflare-dns.com                         | 1.1.1.1 1.0.0.1                           | 2606:4700:4700::1111 2606:4700:4700::1001                          | —                                                                 | —                                                                      |
| Cloudflare 1.1.1.1     | 165                                                 | Sí                     | Sí                | Sí     | Sí               | Sí                 | No       | dns64.cloudflare-dns.com                                                 | —                                         | 2606:4700:4700::64 2606:4700:4700::6400                            | —                                                                 | Para ser usado en redes IPv6 solamente.                                |
| Comodo Secure DNS      | —                                                   | No                     | Sí                | No     | No               | No                 | No       | ns1.recursive.dnsbycomodo.com ns2.recursive.dnsbycomodo.com              | 8.26.56.26 8.20.247.20                    | —                                                                  | —                                                                 | —                                                                      |
| CZ.NIC ODVR            | —                                                   | Sí                     | Sí                | Sí     | No               | No                 | No       | —                                                                        | 217.31.204.130 193.29.206.206             | 2001:1488:800:400::130 2001:678:1::206                             | —                                                                 | Servidores ubicados en Praga                                           |
| Oracle + Dyn           | —                                                   | Sí                     | Sí                | Sí     | —                | —                  | —        | resolver1.dyndnsinternetguide.com resolver2.dyndnsinternetguide.com      | 216.146.35.35 216.146.36.36               | —                                                                  | —                                                                 | —                                                                      |
| DNS.WATCH              | —                                                   | No                     | Sí                | Sí     | No               | No                 | No       | resolver1.dns.watch resolver2.dns.watch                                  | 84.200.69.80 84.200.70.40                 | 2001:1608:10:25::1c04:b12f 2001:1608:10:25::9249:d69b              | —                                                                 | —                                                                      |
| Google                 | 23                                                  | Sí                     | Sí                | Sí     | Sí               | Sí                 | No       | dns.google google-public-dns-a.google.com google-public-dns-b.google.com | 8.8.8.8 8.8.4.4                           | 2001:4860:4860::8888 2001:4860:4860::8844                          | —                                                                 | —                                                                      |
| Google                 | 23                                                  | Sí                     | Sí                | Sí     | Sí               | Sí                 | No       | dns.google google-public-dns-a.google.com google-public-dns-b.google.com | —                                         | 2001:4860:4860::6464 2001:4860:4860::64                            | —                                                                 | Intended to be used on networks with NAT64 gateway.                    |
| Neustar UltraRecursive |                                                     | Sí                     | Sí                | Sí     | No               | No                 | No       | —                                                                        | 156.154.70.1 156.154.71.1                 | 2610:a1:1018::1 2610:a1:1019::1                                    | —                                                                 |                                                                        |
| Neustar UltraRecursive | 156.154.70.2 156.154.71.2                           | Sí                     | Sí                | Sí     | No               | No                 | No       | —                                                                        | 2610:a1:1018::2 2610:a1:1019::2           | Malware, ransomware, spyware, phishing                             |                                                                   |                                                                        |
| Neustar UltraRecursive | 156.154.70.3 156.154.71.3                           | Sí                     | Sí                | Sí     | No               | No                 | No       | —                                                                        | 2610:a1:1018::3 2610:a1:1019::3           | Low security + gambling, pornography, violence, hate               |                                                                   |                                                                        |
| Neustar UltraRecursive | 156.154.70.4 156.154.71.4                           | Sí                     | Sí                | Sí     | No               | No                 | No       | —                                                                        | 2610:a1:1018::4 2610:a1:1019::4           | Medium security + gaming, adult, drugs, alcohol, anonymous proxies |                                                                   |                                                                        |
| Neustar UltraRecursive | 156.154.70.5 156.154.71.5                           | Sí                     | Sí                | Sí     | No               | No                 | No       | —                                                                        | 2610:a1:1018::5 2610:a1:1019::5           | —                                                                  | No redirige los dominios no existentes a una Página de aterrizaje |                                                                        |
| OpenDNS                | 31                                                  | Sí                     | Sí                | No     | No               | No                 | Sí       | resolver1.opendns.com resolver2.opendns.com                              | 208.67.222.222 208.67.220.220             | 2620:119:35::35 2620:119:53::53                                    | Basic Security filtering + user defined policies                  | —                                                                      |
| OpenDNS                | 31                                                  | Sí                     | Sí                | No     | No               | No                 | Sí       | resolver1-fs.opendns.com resolver2-fs.opendns.com                        | 208.67.222.123 208.67.220.123             |                                                                    | "FamilyShield": adult content                                     | —                                                                      |
| OpenDNS                | 31                                                  | Sí                     | Sí                | No     | No               | No                 | Sí       | resolver1.ipv6-sandbox.opendns.com resolver2.ipv6-sandbox.opendns.com    | —                                         | 2620:0:ccc::2 2620:0:ccd::2                                        | —                                                                 | Sandbox que no realiza filtrado.                                       |
| OpenNIC                | —                                                   | Sí                     | Sí                | No     | No               | No                 | Parcial  | Several                                                                  | 185.121.177.177 169.239.202.202           | 2a05:dfc7:5::53 2a05:dfc7:5::5353                                  |                                                                   | Lista de servidores en: OpenNIC Tier 2 DNS Resolvers                   |
| Quad9                  | 137                                                 | Sí                     | Sí                | Sí     | Sí               | Sí                 | Sí       | dns.quad9.net rpz-public-resolver1.rrdns.pch.net                         | 9.9.9.9 149.112.112.112                   | 2620:fe::fe 2620:fe::9                                             | Malicious domains (phishing, malware, exploit kit domains)        | —                                                                      |
| Quad9                  | 137                                                 | Sí                     | Sí                | No     | Sí               | Sí                 | Sí       | dns-nosec.quad9.net                                                      | 9.9.9.10 149.112.112.10                   | 2620:fe::10 2620:fe::fe:10                                         | —                                                                 | —                                                                      |
| SafeDNS                | —                                                   | Sí                     | Sí                | No     | Soon             | No                 | No       | dns1.safedns.com dns2.safedns.com                                        | 195.46.39.39 195.46.39.40                 | —                                                                  | Malicious, phishing domains + user defined policies               | —                                                                      |
| UncensoredDNS          | —                                                   | No                     | Sí                | Sí     | Sí               | No                 | No       | anycast.censurfridns.dk unicast.censurfridns.dk                          | 91.239.100.100 89.233.43.71               | 2001:67c:28a4:: 2a01:3a0:53:53::                                   | —                                                                 | Ubicado en Dinamarca. Los servidores reponden en los puertos 53 y 5353 |
| VeriSign Public DNS    | —                                                   | Sí                     | Sí                | Sí     | No               | No                 | No       | recpubns1.nstld.net recpubns2.nstld.net                                  | 64.6.64.6 64.6.65.6                       | 2620:74:1b::1:1 2620:74:1c::2:2                                    | —                                                                 | —                                                                      |
| Yandex                 |                                                     | Sí                     | Sí                | No     | No               | No                 | No       | dns.yandex.ru secondary.dns.yandex.ru                                    | 77.88.8.1 77.88.8.8                       | 2a02:6b8::feed:0ff 2a02:6b8:0:1::feed:0ff                          | —                                                                 | —                                                                      |
| Yandex                 | safe.dns.yandex.ru secondary.safe.dns.yandex.ru     | Sí                     | Sí                | No     | No               | No                 | No       | 77.88.8.2 77.88.8.88                                                     | 2a02:6b8::feed:bad 2a02:6b8:0:1::feed:bad | "Safe": fraudulent / infected / bot sites                          | —                                                                 |                                                                        |
| Yandex                 | family.dns.yandex.ru secondary.family.dns.yandex.ru | Sí                     | Sí                | No     | No               | No                 | No       | 77.88.8.3 77.88.8.7                                                      | 2a02:6b8::feed:a11 2a02:6b8:0:1::feed:a11 | "Family": fraudulent / infected / bot / adult sites                | —                                                                 |                                                                        |